# Paul Shaffer
Paul Allen Wood Shaffer (nascido em 28 de novembro de 1949, em Fort William (hoje Thunder Bay), Ontario, Canada) é um músico, ator, dublador, autor, comediante e compositor. Atualmente ele é visto como o líder da banda no Late Show de David Letterman. Ele também é lembrado como a primeira pessoa introduzida no The Blues Brothers. Desde 1990, ele é casado com Cathy Vasapoli, com quem tem dois filhos: Victoria (nascida em 1993) e William (nascido em 1999).

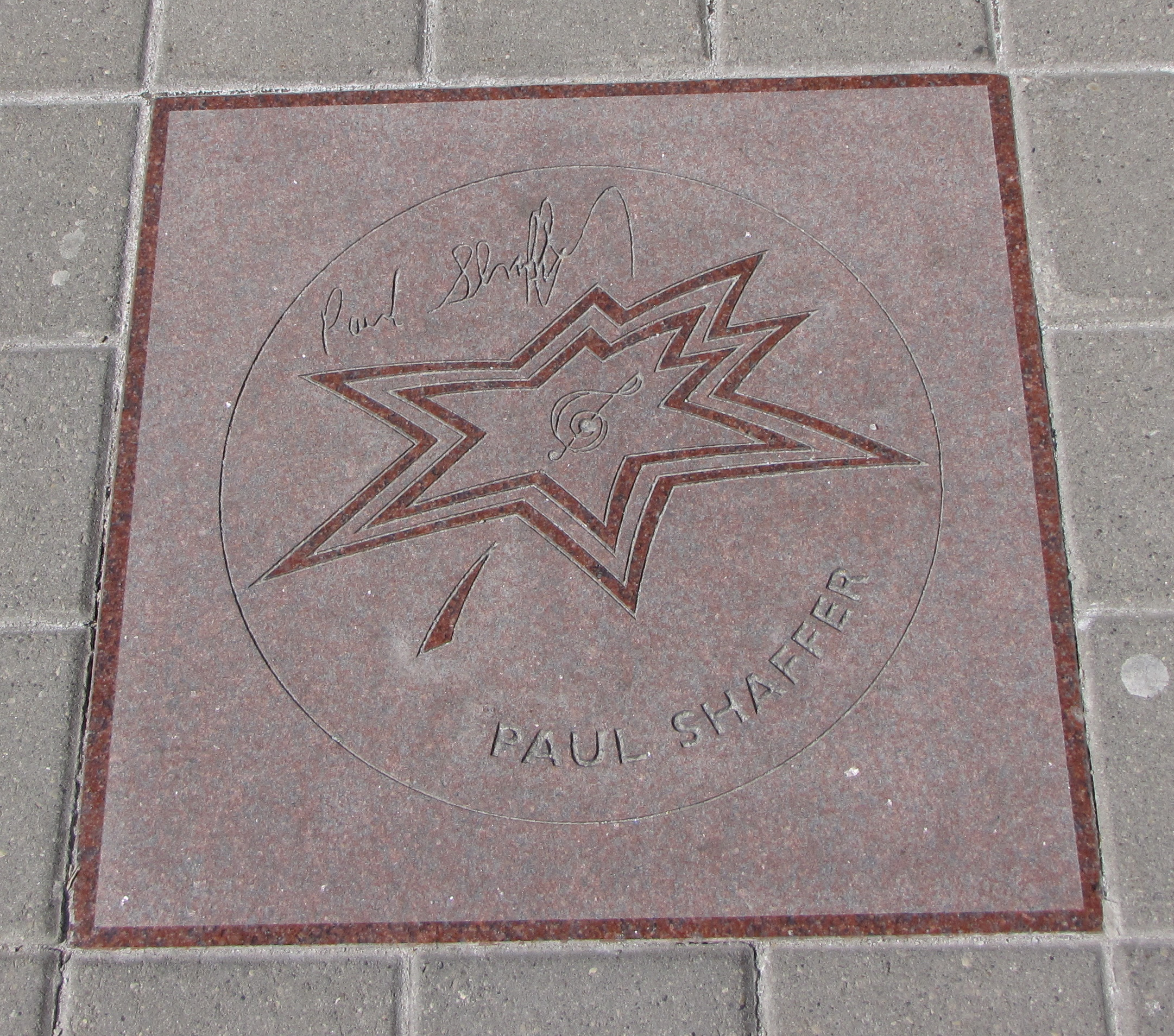
Estrela de Paul Shaffer na Calçada da fama do Canadá.